# Иринин, Александр Иванович

Справка о присвоении Иринину Александру Ивановичу звания Героя Советского Союза

Александр Иванович Ири́нин (1925—1944) — Герой Советского Союза (1944), наводчик станкового пулемёта 47-го гвардейского кавалерийского полка 12-й гвардейской кавалерийской дивизии 5-го гвардейского кавалерийского корпуса 2-го Украинского фронта, гвардии сержант.

## Биография
Родился 2 февраля 1925 года в станице Маркинская ныне Цимлянского района Ростовской области в семье донского казака. Русский.
Окончил 8 классов Маркинской школы. Член ВЛКСМ. В 1941 году семья Иринина эвакуировалась в Сибирь, где он работал в шахте.
В Красной Армии с 1943 года. Участник Великой Отечественной войны с января 1944 года. В 47-м гвардейском кавалерийском полку Иринин был наводчиком станкового пулемёта «Максим».
31 января 1944 года во время боя за село Надточаевка Шполянского района Черкасской области фашисты контратаковали наших кавалеристов. Вражеская группировка, пытаясь вырваться из Корсунь-Шевченковского окружения, ввела в бой резервы. В критическую минуту боя гвардии сержант Иринин ворвался на пулемётной тачанке во вражескую цепь и длинными очередями из пулемёта разил фашистов, уничтожив при этом более 100 гитлеровцев. Воспользовавшись дерзкой вылазкой пулемётчика, кавалерийский эскадрон стремительным манёвром овладел крупным населённым пунктом Надточаевкой.
7 февраля 1944 года в бою под селом Валява Городищенского района Черкасской области, отбивая атаку фашистов, Александр Иринин остался у пулемёта один, но вёл огонь до последнего патрона. Будучи раненым, он не покинул поле боя, продолжая отбиваться от гитлеровцев гранатами. За этот подвиг Иринин был представлен к геройскому званию.
6 мая 1944 года при наступлении на опорный пункт фашистов в селе Новая Буда на территории Румынии, гвардии сержант Иринин был снова тяжело ранен. Истекая кровью, он вёл огонь по фашистам из своего пулемёта до тех пор, пока не потерял сознание, но рана оказалась смертельной.
Похоронен Герой на месте последнего боя в селе Новая Буда (Румыния).

## Награды
- Указом Президиума Верховного Совета СССР от 13 сентября 1944 года за образцовое выполнение боевых заданий командования на фронте борьбы с немецко-фашистскими захватчиками и проявленные при этом отвагу и геройство гвардии сержанту Иринину Александру Ивановичу присвоено звание Героя Советского Союза.
- Награждён орденом Ленина.

## Память
- В 1966 году Приказом Министра обороны СССР А. И. Иринин навечно зачислен в списки личного состава воинской части. На территории её городка Герою установлен памятник.
- Именем Иринина названы улицы в городе Цимлянске, в украинском селе Валява, в станице Маркинской.
- На здании школы, где учился Герой, установлена мемориальная доска. Во дворе школы установлен его бюст.
- Его именем названа средняя школа в селе Валява Городищенского района Черкасской области Украины.

Председатель Президиума Верховного Совета СССР Николай Михайлович Шверник писал матери Александра Иринина:

«Уважаемая Мария Михайловна!
По сообщению военного командования, Ваш сын гвардии сержант Иринин Александр Иванович в боях за Советскую Родину погиб смертью храбрых. За геройский подвиг, совершённый Вашим сыном Александром Ивановичем Ирининым в борьбе с немецкими захватчиками, Президиум Верховного Совета СССР Указом от 13 марта 1944 года присвоил ему высшую степень отличия — звание Героя Советского Союза.
Посылаю Вам Грамоту Президиума Верховного Совета СССР о присвоении Вашему сыну звания Героя Советского Союза для хранения как память о сыне-герое, подвиг которого никогда не забудется нашим народом».